# José Rodrigues Coelho
José Rodrigues Coelho (Afrânio, entre 1750 e 1752) foi um político brasileiro. Membro da Junta Trina de Governos da Capitania do Piauí, no ano de 1790, na qualidade de vereador mais velho do senado da câmara de Oeiras.

## Atuação política
A Capitania do Piauí, no período de 2 de janeiro de 1775 a 19 de dezembro de 1797, foi governada por uma Junta Trina, composta de três autoridades da antiga capital Oeiras: o ouvidor-geral, o oficial de maior patente militar e o vereador de maior idade do Senado da Câmara de Oeiras.
Na metade do Século XVIII, a povoação de Paulista era ligada a Oeiras (conhecida anteriormente como Villa da Mocha) e tinha uma forte representação política na antiga capital. Além de José Rodrigues Coelho (ano de 1790), seu irmão, Lourenço Rodrigues Coelho, também foi membro da Junta Trina de Governos da Capitania do Piauí, no ano de 1797, na qualidade de vereador mais velho de Oeiras.

## Dados biográficos
Filho de Domiciana Vieira de Carvalho e do fidalgo português Valério Coelho Rodrigues, e neto pela linha ascendente materna de Hilário Vieira de Carvalho (filho do casal José Vieira de Carvalho e Maria Freire da Silva) e Maria do Rego Monteiro (filha do casal Manoel do Rego Monteiro e Maria da Encarnação).
Seu pai, Valério Coelho Rodrigues, nasceu em Portugal e morou a maior parte de sua vida na Fazenda Paulista, atualmente município de Paulistana, e foi um personagem importante no processo de colonização portuguesa no Piauí por ter sido um dos desbravadores do interior do Estado ao longo do Século XVIII, tendo firmado importantes raízes históricas e sociais na Região e gerado uma vasta família com descendência que se projeta na política nacional do Brasil até os dias de hoje.
Valério Coelho Rodrigues atuou como político, sendo eleito de pelouros diversas vezes para o senado da câmara de Oeiras. Entre 1754 e 1756, ele também ocupou o cargo de juiz ordinário na antiga capital da Capitania do Piauí. Em 1769, exerceu novamente o cargo de juiz ordinário de Oeiras. Em seguida, até o ano de 1771, ocupou os cargos reunidos de ouvidor-geral, provedor da real fazenda e dos defuntos e ausentes, capelas e resíduos da capitania, tendo sido indicado para mestre-de-campo do terço de infantaria auxiliar da guarnição do Piauí.
Como forma de homenagear Valério Coelho Rodrigues, o Governador do Piauí instituiu a Ordem Estadual Valério Coelho Rodrigues, pelo Decreto nº 15.311, de 19 de agosto de 2013, com a finalidade de agraciar cidadãos que se destacam por serviços de excepcional relevância prestados ao Estado..

### Ramificações familiares[3]
|  |  |  |  |                          |                          | Maria do Rego Monteiro   | Maria do Rego Monteiro   | Maria do Rego Monteiro   | Maria do Rego Monteiro   | Maria do Rego Monteiro | Maria do Rego Monteiro |                              |                              |                              |                              |                              |                              | Hilário Vieira de Carvalho | Hilário Vieira de Carvalho | Hilário Vieira de Carvalho | Hilário Vieira de Carvalho | Hilário Vieira de Carvalho | Hilário Vieira de Carvalho |               |               |
|  |  |  |  |                          |                          | Maria do Rego Monteiro   | Maria do Rego Monteiro   | Maria do Rego Monteiro   | Maria do Rego Monteiro   | Maria do Rego Monteiro | Maria do Rego Monteiro |                              |                              |                              |                              |                              |                              | Hilário Vieira de Carvalho | Hilário Vieira de Carvalho | Hilário Vieira de Carvalho | Hilário Vieira de Carvalho | Hilário Vieira de Carvalho | Hilário Vieira de Carvalho |               |               |
|  |  |  |  |                          |                          |                          |                          |                          |                          |                        |                        |                              |                              |                              |                              |                              |                              |                            |                            |                            |                            |                            |                            |               |               |
|  |  |  |  |                          |                          |                          |                          |                          |                          |                        |                        |                              |                              |                              |                              |                              |                              |                            |                            |                            |                            |                            |                            |               |               |
|  |  |  |  | Valério Coelho Rodrigues | Valério Coelho Rodrigues | Valério Coelho Rodrigues | Valério Coelho Rodrigues | Valério Coelho Rodrigues | Valério Coelho Rodrigues |                        |                        | Domiciana Vieira de Carvalho | Domiciana Vieira de Carvalho | Domiciana Vieira de Carvalho | Domiciana Vieira de Carvalho | Domiciana Vieira de Carvalho | Domiciana Vieira de Carvalho |                            |                            | (+ 16 filhos)              | (+ 16 filhos)              | (+ 16 filhos)              | (+ 16 filhos)              | (+ 16 filhos) | (+ 16 filhos) |
|  |  |  |  | Valério Coelho Rodrigues | Valério Coelho Rodrigues | Valério Coelho Rodrigues | Valério Coelho Rodrigues | Valério Coelho Rodrigues | Valério Coelho Rodrigues |                        |                        | Domiciana Vieira de Carvalho | Domiciana Vieira de Carvalho | Domiciana Vieira de Carvalho | Domiciana Vieira de Carvalho | Domiciana Vieira de Carvalho | Domiciana Vieira de Carvalho |                            |                            | (+ 16 filhos)              | (+ 16 filhos)              | (+ 16 filhos)              | (+ 16 filhos)              | (+ 16 filhos) | (+ 16 filhos) |
|  |  |  |  |                          |                          |                          |                          |                          |                          |                        |                        |                              |                              |                              |                              |                              |                              |                            |                            |                            |                            |                            |                            |               |               |
|  |  |  |  |                          |                          |                          |                          | José Rodrigues Coelho    |                          |                        |                        |                              |                              |                              |                              |                              |                              |                            |                            |                            |                            |                            |                            |               |               |

José Rodrigues Coelho era casado com Cristina Maria de Jesus, natural da Freguesia de Natuba, atual município de Nova Soure, Bahia. Estabeleceu-se em Carnaíba, Acauã, na ocasião pertencente ao município de Paulistana, e teve dezesseis filhos:
F.1 - José Rodrigues Coelho Filho
F.2 - José Francisco Rodrigues Coelho
F.3 - Inácio Rodrigues de Santana
F.4 - João Damaceno Rodrigues
F.5 - Manoel Rodrigues de Macedo
F.6 - Eugênio Rodrigues de Macedo
F.7 - Maria Coelho de Macedo (Maria do Caboclo)
F.8 - Ana Maria de Jesus
F.9 - Josefa Rodrigues de Macedo (Josefa da Carnaíba)
F.10 - Genoveva Coelho de Macedo (Genoveva do Fidalgo)
F.11 - Dionísia Maria de Jesus
F.12 - Teresa Coelho de Macedo (Teresa da Água Preta)
F.13 - Valério Rodrigues Coelho Neto (Valério do Sobrado)
F.14 - Brígida Coelho de Macedo
F.15 - Clara Maria de Jesus
F.16 - Francisco Coelho de Macedo